# Luotuo Dao
Luotuo Dao (chinesisch 骆驼島 ‚Kamelinsel‘) ist eine 0,3 km² große und bis zu 59 m hohe Insel vor der Ingrid-Christensen-Küste des ostantarktischen Prinzessin-Elisabeth-Lands. Sie liegt etwa 500 bis 600 m östlich der Insel Baisha Dao in einer Gruppe kleinerer Inseln nördlich der Larsemann Hills. Auf ihr befindet sich ein See inmitten einiger Hügel.
Chinesische Wissenschaftler benannten sie im Jahr 1993. Der weitere Benennungshintergrund ist nicht überliefert.